# I'll Take Care of You (пісня)
«I'll Take Care of You» (англ. Я піклуватимуся про тебе) — пісня, написана Бруком Бентоном і вперше записана Боббі Блендом у 1959 році. Дісталася до 89 місця на Billboard Hot 100 у січні 1960 року.

## Кавери та семпли
Елементи оригінального запису Бленда були використані для треку «Янгол-охоронець» хіп-хоп-виконавця Уордсворта і «Files Files» Ахенатона з саундтрека французької комедії Taxi.
Пісня була адаптована багато разів, такими виконавцями, як Ван Моррісон, Елвіс Костелло, Рой Гамільтон, Етта Джеймс, Хакнелл, Ірма Томас, О. В. Райт, Марк Ланеґан і Gil Scott-Heron.
У 2011 році Jamie xx реміксував кавер Scott-Heron, який згодом був перероблений Дрейком та Ріанною і випущений як сингл «Take Care» для альбому Take Care.
Також у 2011 році Джо Бонамасса і Бет Харт переробили пісню у своєму спільному альбомі Don't Explain.
У 2012 році Ребекка Фергюсон адаптувала пісню на своєму Heaven Tour, а потім жива версія пісні була включена в перевипуск її дебютного альбому Heaven.
Майлі Сайрус адаптувала пісню на її Bangerz Tour в 2014 році.
Через два роки, коли Сайрус стала тренером на конкурсній програмі співу реаліті-телебачення The Voice, вона передала версію пісні Бонамаси та Бет Харт для членів команди Team Miley Aaron Gibson і Sa'Rayah, для турнірного раунду 24 жовтня 2016. Сайрус вибрала Гібсона як переможцем у битві, а Са'Рая була вкрадена до команди Аліши Кіз, рятуючи її від ліквідації.